# باتلفيلد فيتنام
باتلفيلد فيتنام (بالإنجليزية:Battlefield Vietnam) هي لعبة إلكترونية من نوع الحروب، أنتجت من قبل شركة إلكترونيك آرتس سنة 2004 ، وتعمل على نظام ويندوز مايكروسوفت.

## أحداث اللعبة
تدور أحداث حرب فيتنام قيام الجنود الأمريكيين لمطاردة عناصر فيت كونغ القابعين في فيتنام الجنوبية ، وتدور المعارك في أماكن متعددة في فترة الستينات والسبعينات الميلادية، وهي :
- عملية فلامنج دارت (Operation Flaming Dart).
- معركة هوا (Battle of Hue).
- هو شي منه تريل (Ho Chi Minh Trail).
- رايد أوف ذا فاليكرز (Ride of the Valkyries).
- إيا درانج فالي (Ia Drang Valley).
- باتل أوف خي سان (Battle of Khe Sanh).
- سقوط سايغون (Fall of Saigon).

## الفئة المتحاربة
الفئة المتحاربة في فيتنام الجنوبية هما : القوات الأمريكية في فيتنام الجنوبية ، والتي تهدف لحماية حلفائها من المد الشيوعي، بينما فيتنام الشمالية أرسلت لجنودها في مهمة سرية في فيتنام الجنوبية، ويعرف «فايت كونغ».

## الألات الحربية
تملك كل الدولتين سلاحاً ومدرعات آلية متقدمة أستخدمتا خلال حرب فيتنام، فالألات الأمريكية تصنع في المصانع الأمريكية، بينما الفايت كونغ وبقية القوات الفيتنامية الشمالية تملك أسلحة متقدمة تلقتها دعما من الاتحاد السوفيتي.

### القوات الأمريكية
يملك الجيش الأمريكي حسب اللعبة المنتجة مجموعة من الدبابات الحربية الأمريكية الصنع، والتي تهدف لمطاردة الفايت كونغ في جنوب فيتنام، ومن أبرز الدبابات المقاتلة:
- إم-48 باتون - دبابة مقاتلة أمريكية.
- إم-113 - مدرعة نقل الجنود الأمريكيين.
- إم-551 شيريدان - الدبابة التي تطلق القاذفة الصاروخية.

بينما القوات الجوية الأمريكية تملك طائرات حربية ومروحية نقل للجنود الأمريكيين، ومنها:
- إف-4 فانتوم الثانية - مقاتلة جوية.
- إيه إتش-1 كوبرا - المروحية الهجومية.

### الفايت كونغ
تملك فيتنام الشمالية مجموعة من الأسلحة والألات الحربية المدعومة سوفيتياً، ومن أبرز الطائرات الحربية الشهيرة:
- ميغ-17 وميغ 21 - طائرتان حربيتان تستخدم للقصف الجوي على منطقة الاستهداف.
- مروحية النقل ميل مي-8.

أما الدبابات التي تستخدم الجيش الفيتنامي وهي:
- بي تي-76 وتي-54 وزي أس يو-23-4 شيلكا.

## وصلات خارجية
- باتلفيلد فيتنام على موقع IMDb (الإنجليزية)
- باتلفيلد فيتنام على موبي غيمز